# Paracoccus sporoboli
Paracoccus sporoboli är en insektsart som först beskrevs av James 1936.  Paracoccus sporoboli ingår i släktet Paracoccus och familjen ullsköldlöss. Inga underarter finns listade i Catalogue of Life.